# Marquesado de San Agustín

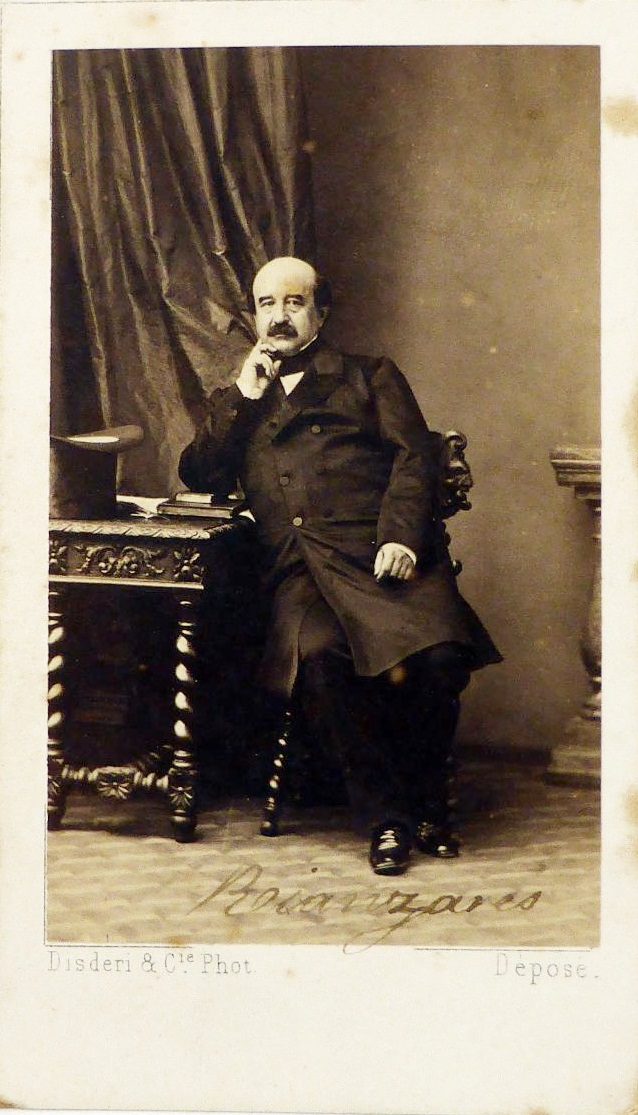
Agustín Fernando Muñoz y Sánchez, I duque de Riánsares, I marqués de San Agustín.

El marquesado de San Agustín es un título nobiliario español, creado el 30 de mayo de 1846, durante la minoría de edad de Isabel II de España, por la reina regente María Cristina de Borbón-Dos Sicilias, viuda de Fernando VII, para su segundo marido, Agustín Fernando Muñoz y Sánchez, quien fue nombrado también I duque de Riánsares, grande de España.

## Denominación
Su nombre hace referencia a San Agustín, santo que dio su nombre al primer titular.

## Armas
Escudo partido. Primero, en campo de azur, una faja de plata, con tres ánsares de sable, picados de gules y puestos en faja. Segundo, en campo de azur, tres flores de lis de oro y bien ordenadas; la bordura es de gules y el lema: «Regina coeli juvante».

## Marqueses de San Agustín
|                        | Titular                                      | Periodo                |
| Creación por Isabel II | Creación por Isabel II                       | Creación por Isabel II |
| ---------------------- | -------------------------------------------- | ---------------------- |
| I                      | Agustín Fernando Muñoz y Sánchez             | 1846-1873              |
| II                     | Fernando María Muñoz y Borbón                | 1873-1910              |
| III                    | Fernando Muñoz y Bernaldo de Quirós          | 1910-1913              |
| IV                     | Juan Muñoz y Canga-Argüelles                 | 1913-1969              |
| V                      | José Bernardo Muñoz y Acebal                 | 1969-1980              |
| VI                     | María de la Consolación Muñoz y Santa Marina | 1980-actual titular    |

## Historia de los marqueses de San Agustín
- Agustín Fernando Muñoz y Sánchez, I marqués de San Agustín, I duque de Riánsares, grande de España.[2]

Casó con la reina María Cristina de Borbón-Dos Sicilias, viuda de Fernando VII, quien le concedió, además del marquesado de San Agustín, el ducado de Riánsares. Le sucedió su hijo:
- Fernando María Muñoz y Borbón (Madrid, 27 de abril de 1838-Somió, 7 de diciembre de 1910), II marqués de San Agustín, I vizconde de la Alborada, II duque de Riánsares, II duque de Tarancón, dos veces grande de España, I conde de Casa Muñoz y II vizconde de Rostrollano.[3][4]

Casó, el 11 de septiembre de 1861 en la iglesia de San Tirso el Real de Oviedo, con Eladia Bernaldo de Quirós y González de Cienfuegos (Oviedo, 18 de febrero de 1839-Gijón, 31 de marzo de 1909), hija de José Bernaldo de Quirós y Llanes Campomanes, VII marqués de Campo Sagrado, y de María Josefa Antonia González de Cienfuegos y de Navia-Osorio. Le sucedió su hijo:
- Fernando Muñoz y Bernaldo de Quirós (Somió, Gijón, 2 de marzo de 1864-Madrid, 30 de marzo de 1913) III marqués de San Agustín, III duque de Riánsares, grande de España,[6] y III vizconde de Rostrollano.[7]

Casó, en Santander el 30 de enero de 1890, con Ana Canga-Argüelles y López-Dóriga(Madrid 26 de febrero de 1868-Madrid, 29 de julio de 1911), hija de José Canga-Argüelles y Villalba, II  conde de Canga-Argüelles y de Joaquina López-Dóriga y Bustamante, natural de Santander. Le sucedió en 1917, por cesión, su hijo:
- Juan Muñoz y Canga-Argüelles, IV marqués de San Agustín.[8]

Casó en 1920 con su prima hermana Filomena Acebal Muñoz.  Le sucedió su hijo:
- José Bernardo Muñoz y Acebal, V marqués de San Agustín y V duque de Riánsares, grande de España.[8]

Casó con María de las Mercedes Santa Marina y Rodríguez. Le sucedió, en 1980, su hija:
- María de la Consolación Muñoz y Santa Marina, VI marquesa de San Agustín , VI duquesa de Riánsares, grande de España,[9] II marquesa de Castillejo (por rehabilitación en 1983) y II vizcondesa de la Arboleda.

Casó con Armando de las Alas-Pumariño y Larrañaga.